# Жюстен Годар
Жюстен Годар (на френски: Justin Godart) е френски политик, министър на здравеопазването на Франция в периода 3 юни – 18 декември 1832 г. През 1913 – 1914 г. е член на Карнегиевата анкетна комисия.

## Биография
Роден е на 26 ноември 1871 г. в Лион, Франция. Завършва висшето си образование и защитава докторат по право в родния си град. През 1904 г. е избран за шести заместник-кмет на Лион като член на Радикалната партия. През 1906 г. става заместник на Френското национално събрание, представляващ Лион.
Член е на Карнегиевата комисия за изследване на Балканите при Карнегивата фондация за международен мир през 1913 година. По-късно е член на Македонския научен институт.
От 1915 до 1918 г. служи като държавен подсекретар по войната, отговарящ за медицинската служба на въоръжените сили. Когато Едуард Ерио става министър-председател на Франция през 1924 г., Годарт е назначен за министър на труда, хигиената, социалното осигуряване. На тази позиция е до 1925 г. През 1926 г. става сенатор, представляващ департамента на Рона. През 1932 г. Годарт става министър на общественото здраве, отново в правителството на Ерио.
След освобождаването на Лион от съюзническите сили през септември 1944 г. става временен кмет на Лион. През 1945 г. подава оставка от като член на Радикалната партия.
След политическата си кариера продължава да осъществява активна обществена дейност в кампанията за подобряване на условията на труд, като осемчасовия работен ден. До 1950 г. представлява Франция в Международната организация на труда. Умира на 12 декември 1956 г. в Париж. През 2004 г. Израел го обявява за Праведник на света за заслугите му към евреите по време на Холокоста.